# Duchowieństwo diecezjalne

Sutanna – zwykły strój duchowieństwa diecezjalnego (obrządku łacińskiego)

Duchowieństwo diecezjalne – w Kościele katolickim ogół duchowieństwa inkardynowanego do kościołów partykularnych, niegdyś określane również jako duchowieństwo świeckie.
Z Kodeksu prawa kanonicznego (kanon 265) wynika, że żaden duchowny nie może prowadzić życia samodzielnego (tułaczego) tak, żeby nie podlegać nikomu. Duchowni, którzy nie należą do zgromadzeń zakonnych czy do prałatur personalnych podlegli są na stałe biskupowi diecezjalnemu, który udzielił im święceń diakonatu. Stąd takich duchownych nazywa się diecezjalnymi.
Miejsce pracy i zamieszkania duchowieństwa diecezjalnego ograniczone jest do diecezji, do której przynależą. Duchowny diecezjalny może zmienić diecezję po otrzymaniu pisemnej zgody ordynariusza własnej diecezji i diecezji, w której chce pracować. Prawo to dotyczy również relacji biskupa diecezjalnego i odpowiednich przełożonych, gdyby duchowny diecezjalny wyraził wolę przyłączenia się do jakiegoś zgromadzenia, instytutu, stowarzyszenia lub prałatury.
Duchowny diecezjalny może na podstawie umowy między biskupami pracować i mieszkać na terenie innej diecezji niż własna również na czas określony.
Jeżeli duchowny diecezjalny chce zmienić swoją diecezję na taką, w której występują braki duchowieństwa (dotyczy to zwłaszcza misji), biskup diecezjalny, któremu podlega, bez ważnych przyczyn nie powinien się przeciwstawiać.
Zwykłym strojem duchownych diecezjalnych tradycji łacińskiej jest sutanna i biret.
Duchowieństwo diecezjalne stanowi większość ogółu kleru katolickiego.